# Дон Мессик
Дон Мессик (ім'я при народж. англ.Donald Earle Messick, 7 вересня 1926, Буффало, Нью-Йорк, США — 24 жовтня 1997, Салінас, Каліфорнія, США) — американський актор озвучування, ветеран анімаційних серій від студії «Ганна-Барбера». Упродовж з 1969 по 1994 рік був оригінальним голосом Скубі-Ду, але потім з 1980 по 1988 рік озвучував Скреппі-Ду.
Його найвідоміші ролі включають Скубі-Ду, Льодовик Бам Бам і Хоппі у «Сімействі Флінстоун», Астро в у «Сімействі Джетсонсів», Бу-Бо і Літаючий Сміт у «Йога ведмідь-шоу», собака Мутлі в «Божевільних гонках» і «Дастардлі і Мутлі у своїх літальних апаратах», Рейчел і Скендервіч у «Трансформаторах», Татко Смурф у «Смурфах» і Доктор Бентон Квест у мультфільмі «Джонні Квест».

## Біографія
Мессік народився в Буффало, штат Нью-Йорк. Батько — Бінфорд Мессик, граф, художник. Мати — Лені Бьорч (Г'юз).
Його вихованням займалися дідусь та бабуся по матері, що жили на проспекті Лінден у районі Болтон-Гілл в Балтиморі, де він отримав початкову акторську освіту у Школі акторської майстерності «Рамзей-Стріт».

## Рання робота
Спочатку Мессик хотів бути лялькарем (вентрилоквістом) і навіть купив ляльку за 15 доларів. Його успіх прийшов у середині 1940-х років. Його перша велика роль в озвучуванні — роль Рагді Енді в радіосеріалі «Шоу Рагді Анни».
У віці 15 років Мессик виступив перед менеджером програми та головним продюсером на радіостанції WBOC в Солсбері, штат Меріленд, де згодом почав працювати у власному щотижневому шоу, де виконував усі голоси персонажів та звукові ефекти.
Мессік повернувся в Балтимор рік потому, після закінчення середньої школи, де домовився з радіостанцією WCAO про власне сольне шоу в ефірі. Мессик працював над прибиранням балтиморського акценту, який на переконання менеджера WCAO стояв на перешкоді його кар'єрі на радіо. У той же час батько Мессика загинув разом з двома іншими чоловіками внаслідок нещасного випадку в школі Нантікока (коли він і ще двоє робітників знімали флагшток, той, вступивши в контакт з електродротами, смертельно травмував струмом усіх трьох чоловіків).
У 1944 році Мессик вступив до лав армії США, де служив у складі військ спеціального призначення. Перша велика слава прийшла до Мессика, коли він був найнятий Радіостанцією «Mutual Broadcasting» в Лос-Анджелесі, де він зіграв Раггеді Енді та фермера Шидлінга в радіосеріалі «Raggedy Ann Show». В студії звукозапису MGM Текс Ейвері випускає фільм «Droopy». Голос актора Білла Томпсона не було можливості записувати на регулярній основі. Ейвері найняв Мессика після того, як Даус Батлер, що озвучував персонажів для MGM, запропонував йому кандидатуру Дона.

## Рання робота в студії «Ганна-Барбера»
Коли Вільям Ганна та Джозеф Барбера створили власну анімаційну студію «Ганна-Барбера» в 1957 році, Мессіи і Батлер стали голосовою командою для компанії. Перша спільна праця Мессика і Батлера — Руф і Реді. Мессік — це Руф, кіт і професор Гізмо, а Батлер зіграв собаку Редді. Мессик також вів шоу, яке мало багатосерійний сюжет. З 1958-1959 років Мессік грав Тадполі в анімаційних телевізійних серіях виробництва «Беверлі Гіллз Продюссерс», «Спанкі і Тадполі».
З 1957 по 1965 рр. Батлер і Мессик озвучили голоси великої кількості персонажів. Герої Мессика не були хедлайнерами. Його помітними ролями в цю епоху були Бо Бо Боре, Рейнджер Сміт, майор Майора, Піксі Маус, Астро і Доктор Бентон Квест.
У мультфільмі «The Huckleberry Hound Show's Yogi Bear», він зіграв Ренгера Сміта, у чомусь близького до свого природного голосу.
Мессік в кінцевому підсумку стане Рикошетним Кроликом у мультфільмі «Рикошетний Кролик» (1964-65), в той час як Дроуп-ан-Лонга озвучив Мел Бланк. Він створив голоси головних персонажів Дорогоцінного Пуппа та Шага Рагга з мультфільму «Hillbilly Bears». а також бидва сегменти від «Atom Ant / Secret Blood Show». У 1966 році Мессик взяв на себе роль Атома Мерта та пана Пейбла з «Шоу Magilla Gorilla» від Говарда Морріса, який залишив студію «Ганна-Барбера».
У космічних мультфільмах Дон Мессик створив шуми і звуки для дивних космічних істот і прибульців. Його голос Рейнджера Сміта часто звучав у різних варіаціях як голоси злочинців у космосі. Мессик також озвучив «Вейпер-мена», доктора Бентона Квеста, «Проблемну Книжкову Куклу» і «Мульті-мена».

## Скубі-Ду і пізніші ролі
У 1969 році він зіграв собаку-боягуза Скубі-Ду у комедійному мультфільмі «Скубі-Ду, де ти!». Він озвучував його всіма різними версіями: на телебаченні в численних форматах з 1969 по 1985 рік у чотирьох телевізійних фільмах та в низці рекламних роликів. У 1970 році він озвучив Себастьяна у мультфільмі «Josie and the Pussycats», і два роки потому відтворив ролі у продовженні мультфільму «Josie and the Pussycats in Outer Space», а також озвучивши нового персонажа, Блепа. З 1980 по 1988 рр. він озвучив племінника Скубі, Скраппі-Ду, взявши на себе роль, започатковану Ленні Вайнрібом в 1979 р., і все ще озвучував Скубі-Ду, коли з 1988-1991 рр. на екрани вийшов мультсеріал «A Pup Named Scooby-Doo».
У мультфільмі «Hong Kong Phooey» він озвучив голос кота, який зруйнував плани злодія. У 1977 році він озвучив Баліна та кілька другорядних персонажів в першій анімованій адаптації «Хоббіта» Джона Толкієна.
До 1970-х років в результаті зростання популярності «Йога-ведмедя» було створено декілька телесеріалів та телевізійних фільмів за участю цього персонажа. Мессик відтворював свої ролі Бу-Бу і Рейнджер Сміт з 1970-х років до 1994 року на базі мультсеріалів і шоу «Yogi's Gang», «Laff-a-Lympics», «Yogi's Treasure Hunt» і «The New Yogi Bear Show».
Він грав Татка Смурфа у мультфільмі «The Smurfs» з 1981 по 1989 рр. та Ретчет (лікар Автобот), Герса та конструктора Скавенгера у «Трансформаторах». У 1985 році були випущені нові епізоди «Джетсонсів», а Мессик повернувся як Астроо, Руді, Mac і Уніблаб, жорстокий робот, який працював на містера Спейслі.
Він також зіграв Хі-мена у «Майстрах всесвіту». У 1985 році він озвучив Луї та Сніші на «Пунд Паппіес TV», у 1988 році він мав некредитну роль «Сутенера року» на конкурсі диктора «I'm Gonna Git You Sucka», і повернувся до своєї ролі Бентона Квеста в «Нових пригодах Джонні Квеста» (1986-1987).
Мессик також зіграв рідкісну роль актора мультсеріалу Воллі Вустера у комедії «Фабрика Дак» компанії «MTM Enterprises». У одному епізоді часто зустрічався співрозмовник Френк Велкер із зірковим ім'ям як суперник голосового виконавця. Дон Мессик розповів про свого персонажа на виставці: «Воллі ніколи не був абсолютно впевненим, що він був Воллі або Діппі Дак».
З 1990 по 1995 рр. він озвучив Хамтона Дж. Піга в «Пригодах з Тіні Туном» кінокомпанії «Amblin Entertainment». Близько того часу він також повернувся, як голос Дропі для «Томі Джері діти» та «Дропі, Майстер детективу». У 1995 у мультсеріалі «Фріказоїд!» в епізоді «Тубі Дейнджер /Ставка доступу» він зіграв доктора Вернона Дангера, пародію на свого власного доктора Бентона Квеста.
У благодійному проекті, створеному в Лондоні, незадовго до своєї смерті він виконував багато своїх персонажів, крім Скубі-Ду. Мессик стверджував, що відмова від паління вкрала його з голос, якого він потребував.

## Пенсія та смерть
У кінці вересня 1996 року Мессик переніс інсульт під час запису голосу в студії «Ганна-Барбера».
12 жовтня 1996 року він перебував у своєму улюбленому китайському ресторані на «пенсійній вечірці» (Джо Барбера особисто відправив лімузин до Мессика та його дружини Гелен МакГ'ю, щоб завезти пару на вечірку). Багато його товаришів і однолітків, з якими він познайомився протягом своєї кар'єри, прийшли, аби віддати йому належне: Джанет Вальдо, Генрі Корден, Кейсі Касем, Люсі Блісс, Морріс Ламарче, Грег Бергер, Нейл Росс, Джун Форей, Шарон Мак, Грег Бурсон, Волкер Едмістон, Марвін Каплан, Гері Овенс, Говард Морріс, Тереза Ганзель, Джин Вандер Піл і Міртіс Мартін Батлер (вдова Довуса).
Мессик зазнав другого удару і помер 24 жовтня 1997 у 71-річному віці. Він був кремований, а його прах був розвіяний над Тихим океаном у Державному заповіднику «Поінт Лобос».

## Спадщина
З моменту смерті Мессика в 1997 році Гадлі Кей, Скотт Інес, Ніл Фаннінг та Френк Велкер озвучили роль Скубі-Ду. У 1998 році мультфільм «Скубі-ду на острові Зомбі» був присвячений пам'яті Дона. У 2011 році Джонатан Вінтерс (який озвучував дідуся Смурфа в мультсеріалі) став спадкоємцем Мессика, озвучивши голос Татка Смурфа у «Смурфах» та їх продовженні 2013 року. Вінтерс помер після закінчення своєї роботи на останньому фільмі.

### Радіо
| Рік       | Назва                  | Роль                 | Примітки                                  | Список літератури |
| --------- | ---------------------- | -------------------- | ----------------------------------------- | ----------------- |
| 1941–1943 | Salsbury, MD           |                      |                                           |                   |
| 1946      | Spotlight Playhouse    |                      | «Genius From Hoboken»                     |                   |
| 1946–1947 | The Raggedy Ann Show   | Раггеді Енді         |                                           |                   |
| 1948      | NBC University Theatre | Миша (Mouse)         | «Alice in Wonderland» (December 25, 1948) | [ 3 ]             |
| 1949      | Let George Do It       | Підрядник Марк Гампл | «Out Of Mind»                             |                   |
| 1965      | Horizons West          |                      | «Down The Missouri To St. Louis»          |                   |

### Фільми
| Рік       | Назва                                                | Роль | Примітки             |
| --------- | ---------------------------------------------------- | --- | -------------------- |
| 1949      | The House of Tomorrow                                | Kitchen Narrator | Uncredited           |
| 1949      | Wags To Riches                                       | Droopy | Uncredited           |
| 1950      | The Chump Champ                                      | Droopy | Uncredited           |
| 1956      | Millionaire Droopy                                   | Droopy | Uncredited           |
| 1959–1965 | Loopy De Loop                                        | Hansel / Baby Gorilla / Jack / Cat / Hunter / Watchdog / Bounty Hunter / Farmer / Robin Hood / Farmer's Dog / Quincy / Quincy's Dog |                      |
| 1964      | Hey There, It's Yogi Bear!                           | Boo-Boo Bear / Ranger Smith / Mugger                                                                                                |                      |
| 1966      | The Man Called Flintstone                            | Doctor / Additional voices |                      |
| 1970      | Pufnstuf                                             | Freddy the Flute / Googy Gopher / Orson Vulture                                                                                     |                      |
| 1971      | The Andromeda Strain                                 | Alarm Voice |                      |
| 1971      | Diamonds are Forever                                 | Announcer at Circus Circus | Uncredited           |
| 1972      | Journey Back to Oz                                   | Toto |                      |
| 1973      | Павутиння Шарлотти                                   | Jeffrey |                      |
| 1979      | Rudolph and Frosty's Christmas in July               | Sam Spangles the gangster |                      |
| 1980      | The Return of the King                               | Théoden / Easterling / The Mouth of Sauron                                                                                          | TV movie             |
| 1982      | The Flight of Dragons                                | Giles of the Treetops / Lo Tae Zhao                                                                                                 |                      |
| 1982      | The Last Unicorn                                     | The Cat |                      |
| 1986      | The Transformers: The Movie                          | Gears | Scenes deleted       |
| 1990      | Jetsons: The Movie                                   | Astro |                      |
| 1992      | Tiny Toon Adventures: How I Spent My Summer Vacation | Hamton J. Pig / Radio Announcer | Direct-to-video film |
| 1992      | Tom and Jerry: The Movie                             | Droopy |                      |

### Телебачення
| Рік       | Назва                                                      | Роль | Примітки                                                                         |
| --------- | ---------------------------------------------------------- | --- | -------------------------------------------------------------------------------- |
| 1949–1950 | Buffalo Billy                                              | Additional voices |                                                                                  |
| 1951      | The Aventures of Mr. Patches                               | Mr. Patches |                                                                                  |
| 1952      | Time For Beany                                             | Narrator |                                                                                  |
| 1953      | Thunderbolt and Wondercolt                                 | Additional voices |                                                                                  |
| 1954      | The Willy The Wolf Show                                    | Additional voices |                                                                                  |
| 1957–1960 | Ruff and Reddy                                             | Ruff / Professor Gizmo / Ubble Ubble / Additional voices | First work for Hanna-Barbera                                                     |
| 1958–1959 | The Adventures of Spunky and Tadpole                       | Tadpole | First and Second Season                                                          |
| 1958–1962 | The Huckleberry Hound Show                                 | Pixie / Boo-Boo Bear / Ranger Smith / Narrator / Ding-a-Ling Wolf |                                                                                  |
| 1959–1965 | Different TV Shorts                                        | Additional voices |                                                                                  |
| 1959–1962 | The Quick Draw McGraw Show                                 | Narrator / Horse-Face Harry / Sheriff / Additional voices |                                                                                  |
| 1959–1961 | Manty's Funday Funnies                                     | Additional voices |                                                                                  |
| 1960–1966 | The Flintstones                                            | Bamm-Bamm Rubble / Hoppy / Arnold the Newsboy / Additional voices | Seasons 2–6 (1961—1966)                                                          |
| 1961–1962 | The Yogi Bear Show                                         | Boo-Boo Bear / Ranger Smith / Major Minor / Narrator / Additional voices |                                                                                  |
| 1961–1962 | Top Cat                                                    | Beau / Prowler / Dr. Dawson |                                                                                  |
| 1961–1962 | The Alvin Show                                             | Additional voices |                                                                                  |
| 1962      | The New Hanna-Barbera Cartoon Series                       | Mr. Twiddle |                                                                                  |
| 1962–1963 | The Jetsons                                                | Astro / U.N.I.B.L.A.B. / Additional voices |                                                                                  |
| 1962–1963 | Wally Gator                                                | Mr. Twiddle |                                                                                  |
| 1964–1966 | The Magilla Gorilla Show                                   | Additional voices / Mr. Peebles (1965—1966) | Replaced Howard Morris as Mr. Peebles (1965—1966)                                |
| 1964–1966 | Peter Potamus                                              | So-So / Additional voices |                                                                                  |
| 1964      | The Gumby Show                                             | Henry / Rodgy / Additional voices | Dragon Witch, Treasure for Henry and Who's What                                  |
| 1964–1965 | Jonny Quest                                                | Dr. Benton Quest / Bandit |                                                                                  |
| 1964      | The Famous Adventures of Mr. Magoo                         | Additional voices |                                                                                  |
| 1964–1966 | Ricochet Rabbit & Droop-a-Long                             | Ricochet Rabbit / Additional voices |                                                                                  |
| 1965      | The Secret Squirrel Show                                   | Additional voices |                                                                                  |
| 1965–1967 | The Atom Ant Show                                          | Atom Ant / Precious Pup / Shag Rugg / Additional voices | Replaced Howard Morris as Atom Ant                                               |
| 1965      | The New Alice in Wonderland                                | Dormouse / Fluff | TV movie                                                                         |
| 1966–1967 | The Laurel and Hardy Cartoon Show                          | Additional voices |                                                                                  |
| 1966–1968 | Frankenstein, Jr. and The Impossibles                      | Multi-Man / Perilous Paper Doll Man / The Bubbler / Curly / Jesse James / Alexander the Great / Fero, the Fiendish Fiddler / Satanic Surfer / Terrible Twister / Ackbar the Martian / Anxious Angler / Crafty Clutcher / Bizarre Batter / Additional voices |                                                                                  |
| 1966–1968 | Space Ghost                                                | Blip / Zorak / Sisto / Bronty |                                                                                  |
| 1966      | The Space Kidettes                                         | Countdown / Pup Star |                                                                                  |
| 1967      | Birdman and the Galaxy Trio                                | Falcon 7 / Vultro / Additional voices |                                                                                  |
| 1967      | The Herculoids                                             | Gloop / Gleep |                                                                                  |
| 1967      | Jack and the Beanstalk                                     | Cat / Mice | TV movie (uncredited)                                                            |
| 1967      | Off to See the Wizard                                      | Additional voices |                                                                                  |
| 1967      | Moby Dick and Mighty Mightor                               | Scooby the Seal |                                                                                  |
| 1967      | Super President                                            | Additional voices |                                                                                  |
| 1967      | Fantastic Four                                             | Kirgo |                                                                                  |
| 1967      | Abbott & Costello                                          | Additional voices |                                                                                  |
| 1967      | Shazzan                                                    | Kaboobie |                                                                                  |
| 1968      | The New Adventures of Huckleberry Finn                     | Priest / Tug | «The Magic Shillelah»                                                            |
| 1968      | La Feet's Defeat                                           | Sergeant Deux-Deux | Short                                                                            |
| 1968–1969 | The Adventures of Gulliver                                 | Eager / Tagg |                                                                                  |
| 1968–1970 | Wacky Races                                                | Muttley / Professor Pat Pending / Ring-a-Ding (Dum-Dum) / Little Gruesome / Dragon / Gravel Slag |                                                                                  |
| 1969      | The Banana Splits Adventure Hour                           | Snork / Prof. Carter / Aramis |                                                                                  |
| 1969      | The Archie Comedy Hour                                     | Harvey Kinkle / Cousin Ambrose |                                                                                  |
| 1969–1970 | The Perils of Penelope Pitstop                             | Dum-Dum / Pockets / Zippy / Snoozy |                                                                                  |
| 1969–1970 | Dastardly and Muttley in Their Flying Machines             | Muttley / Klunk / Zilly / Yankee Doodle Pidgeon / Muttley's Girlfriend |                                                                                  |
| 1969–1970 | Scooby-Doo, Where Are You?                                 | Scooby-Doo / Professor Hide-Whyte / Mr. Wickles / Ebenezer Shark / Mouse / Police Officer / Hank / Buck Master's / Radio Voice / Indian Witch Doctor / Sharon's Father / Bulldog / John Maxwell / Parrot / Mr. Jenkins / Max the Midget / Mr. Barnstorm / University Professor / Witch / Zeb Perkins / Zeke Perkins / Space Cook / Henry Bascombe / Nephew Norville / Security Guard / Waiter / Policeman / Zombie / Chicks / Bank Guard / Mask Salesman / Professor Ingstrom / Roger Stevens / Mr. Grisby / Additional voices |                                                                                  |
| 1969–1971 | Cattanooga Cats                                            | Hoppy / Smirky | «Around the World in 79 Days» segment                                            |
| 1970      | Where's Huddles?                                           | Fumbles |                                                                                  |
| 1970      | Christam Is                                                | Additional voices | TV movie                                                                         |
| 1970      | Doctor Dolittle                                            | Additional voices |                                                                                  |
| 1970–1971 | Josie and the Pussycats                                    | Sebastian / Additional voices |                                                                                  |
| 1970–1974 | Sabrina the Teenage Witch                                  | Harvey Kinkle | Uncredited                                                                       |
| 1971      | B.C. — The Shadow                                          | Additional voices | Short                                                                            |
| 1971      | The Pebbles and Bamm-Bamm Show                             | Schleprock / Weirdly Gruesome / Additional voices |                                                                                  |
| 1971      | Harlem Globetrotters                                       | Additional voices |                                                                                  |
| 1971      | Help!... It's the Hair Bear Bunch!                         | Hercules the Hippo / Ambassador of Ptomania | «Gobs of Gabaloons»                                                              |
| 1972      | The Amazing Chan and the Chan Clan                         | Chu Chu the Dog |                                                                                  |
| 1972      | Wait Till Your Father Gets Home                            | Harry's Accountant | «Expectant Papa»                                                                 |
| 1972      | The Flintstone Comedy Hour                                 | Schleprock |                                                                                  |
| 1972      | The Barkleys                                               | Additional voices |                                                                                  |
| 1972      | The Thanksgiving That Almost Wasn't                        | Additional voices | TV special                                                                       |
| 1972–1973 | The New Scooby-Doo Movies                                  | Scooby-Doo / Additional voices |                                                                                  |
| 1972      | Josie and the Pussycats in Outer Space                     | Sebastian / Bleep |                                                                                  |
| 1972–1973 | The ABC Saturday Superstar Movie                           | Pastry Cook / House Agent / Midget / Brack / Gorgeous Cat / The Robot / Killer / Captain Parker / Trumpet / Second Cyclone / Additional voices | 6 episodes                                                                       |
| 1973      | Inch High, Private Eye                                     | The Professor / The Mummy / News Anchor / TV Reporter / Fat Frank / Paperboy | «The Mummy's Curse»                                                              |
| 1973      | The Addams Family                                          | Additional voices |                                                                                  |
| 1973      | B.C.: The First Thanksgiving                               | Peter / Thor / Turkey |                                                                                  |
| 1973      | Jeannie                                                    | Additional voices |                                                                                  |
| 1973      | Yogi's Gang                                                | Boo-Boo / Atom Ant / Squiddly Diddly / Touché Turtle / Ranger Smith / The Mayor of Smog City / Temper |                                                                                  |
| 1973–1975 | Bailey's Comets                                            | Gabby |                                                                                  |
| 1974      | Hong Kong Phooey                                           | Spot / The Mystery Maverick / Honcho / Additional voices |                                                                                  |
| 1974–1975 | Wheelie and the Chopper Bunch                              | Scrambles / Officer Fishtail / The Fire Chief / Ranger |                                                                                  |
| 1975      | The Tom and Jerry Show                                     | Spike / Mumbly / Additional voices | Shared the role of Spike with Joe E. Ross                                        |
| 1975      | The First Christmas: The Story of the First Christmas Snow | Additional voices | TV special                                                                       |
| 1975      | The Tiny Tree                                              | Additional voices | TV Special                                                                       |
| 1975      | The Oddball Couple                                         | Additional voices |                                                                                  |
| 1976      | Jabberjaw                                                  | Lamp Salesman / The Wizard from the Videobook | «Ali Jabber and the Secret Thieves»                                              |
| 1976      | The First Easter Rabbit                                    | Jonathan / Whiskers | TV special                                                                       |
| 1976      | Rudolph's Shiny New Year                                   | Papa Bear / Additional voices | TV special                                                                       |
| 1976–1977 | The Mumbly Cartoon Show                                    | Mumbly / Lt. Nuts / Bolts |                                                                                  |
| 1976–1977 | Dynomutt, Dog Wonder                                       | Scooby-Doo / Lowbrow / Lowbrow's Henchman / Additional voices | «Everyone Hyde!» / What Now, Lowbrow? / The Wizard of Ooze                       |
| 1976–1978 | The Scooby-Doo Show                                        | Scooby-Doo / Additional voices | 40 episodes                                                                      |
| 1977      | CB Bears                                                   | Clyde The Ape |                                                                                  |
| 1977      | The Skatebirds                                             | Scooter Penguin |                                                                                  |
| 1977      | Nestor the Long-Eared Christmas Donkey                     | Additional voices | TV special                                                                       |
| 1977      | Kaptain Kool and the Kongs Present ABC All-Star Saturday   | Scooby-Doo | TV movie                                                                         |
| 1977      | A Flintstone Christmas                                     | Additional voices | TV special                                                                       |
| 1977      | The Hobbit                                                 | Balin / Goblin / Lord of the Eagles / Troll #3 | TV special                                                                       |
| 1977–1978 | Fred Flintstone and Friends                                | Various characters |                                                                                  |
| 1977–1979 | Scooby's All-Star Laff-A-Lympics                           | Scooby-Doo / Mumbly / The Show's Announcer / Boo-Boo Bear / Mr. Creeply / Creeply Jr. / Dastardly Dalton / Pixie |                                                                                  |
| 1977–1980 | Captain Caveman and the Teen Angels                        | Additional voices |                                                                                  |
| 1978      | Challenge of the Super Friends                             | Scarecrow / Additional voices |                                                                                  |
| 1978      | Dinky Dog                                                  | Additional voices |                                                                                  |
| 1978      | Casper's First Christmas                                   | Boo Boo | TV special                                                                       |
| 1978      | The Hanna-Barbera Happy Hour                               | Additional voices |                                                                                  |
| 1978      | Yogi's Space Race                                          | Additional voices |                                                                                  |
| 1978      | The Flintstones: Little Big League                         | Quarry Worker | TV special                                                                       |
| 1978      | Hanna-Barbera's All-Star Comedy Ice Revue                  | Scooby-Doo / Snorky / Jabberjaw | TV special                                                                       |
| 1978      | The Fantastic Four                                         | J.J. Colossal |                                                                                  |
| 1978–1979 | Godzilla                                                   | Godzooky |                                                                                  |
| 1979      | The New Fred and Barney Show                               | Bamm-Bamm Rubble |                                                                                  |
| 1979      | Scooby Goes Hollywood                                      | Scooby-Doo / Additional voices | TV special                                                                       |
| 1979      | The Super Globetrotters                                    | Time Lord |                                                                                  |
| 1979      | The Flintstones Meet Rockula and Frankenstone              | Igor | TV special                                                                       |
| 1979      | ABC Weekend Specials                                       | | «The Horse That Played Centerfield'»                                             |
| 1979      | Gulliver's Travels                                         | | TV Movie                                                                         |
| 1979      | Jack Frost                                                 | Snip | TV special                                                                       |
| 1979–1980 | Scooby-Doo and Scrappy-Doo                                 | Scooby-Doo / Additional voices |                                                                                  |
| 1980      | Yogi's First Christmas                                     | Boo-Boo Bear / Ranger Smith / Herman the Hermit | TV movie                                                                         |
| 1980      | Space Stars                                                | Astro / Gloop / Gleep |                                                                                  |
| 1980      | Pontoffel Pock, Where Are You?                             | Humboldt | TV special                                                                       |
| 1980–82   | The Flintstone Comedy Show                                 | Schleprock |                                                                                  |
| 1980      | The Flintstones' New Neighbors                             | Bamm-Bamm Rubble / Vulture | TV special                                                                       |
| 1980      | The Flintstones: Fred's Final Fling                        | Doctor / Fish #1 / Fish #2 / Parrot / Pigasaurus | TV special                                                                       |
| 1980–1982 | Drak Pack                                                  | Toad |                                                                                  |
| 1980–1982 | The Richie Rich/Scooby-Doo Show                            | Scooby-Doo / Scrappy-Doo |                                                                                  |
| 1980–1981 | The Fonz and the Happy Days Gang                           | Additional voices |                                                                                  |
| 1981      | The Kwicky Koala Show                                      | Clyde |                                                                                  |
| 1981      | The Flintstones: Wind-Up Wilma                             | Announcer | TV special                                                                       |
| 1981–1982 | Heathcliff                                                 | Mr. Post |                                                                                  |
| 1981–1989 | The Smurfs                                                 | Papa Smurf / Azrael / Dreamy Smurf / Sweepy Smurf |                                                                                  |
| 1982      | My Smurfy Valentine                                        | Papa Smurf / Azrael | TV special                                                                       |
| 1982      | Pac Preview Party                                          | Scooby-Doo / Scrappy-Doo |                                                                                  |
| 1982–1984 | The Flintstone Funnies                                     | Schleprock | Reruns of The Flintstone Comedy Show segments                                    |
| 1982–1983 | The Scooby & Scrappy-Doo/Puppy Hour                        | Scooby-Doo / Scrappy-Doo / Yabba-Doo / Additional voices |                                                                                  |
| 1982      | The Smurfs Springtime Special                              | Papa Smurf / Azrael | TV special                                                                       |
| 1982      | Jokebook                                                   | Additional voices |                                                                                  |
| 1982      | Spider-Man                                                 | Vulture |                                                                                  |
| 1982      | The Smurfs Christmas Special                               | Papa Smurf / Azrael | TV special                                                                       |
| 1982      | Yogi Bear's All Star Comedy Christmas Caper                | Pixie / Boo-Boo / Ranger Smith | TV special                                                                       |
| 1983      | The Smurfic Games                                          | Papa Smurf / Azrael | TV special                                                                       |
| 1983–1984 | The New Scooby and Scrappy-Doo Show                        | Scooby-Doo / Scrappy-Doo |                                                                                  |
| 1984      | Laugh Busters                                              | Papa Smurf |                                                                                  |
| 1984      | Strong Kids, Safe Kids                                     | Papa Smurf / Scooby-Doo / Scrappy-Doo | Video Documentary Short                                                          |
| 1984      | The Duck Factory                                           | Wally Wooster | First live action role                                                           |
| 1984      | The Mighty Orbots                                          | Commander Rondu / Crunch | English dub                                                                      |
| 1984–1987 | The Transformers                                           | Ratchet / Scavenger / Gears |                                                                                  |
| 1984–1985 | The New Scooby-Doo Mysteries                               | Scooby-Doo / Scrappy-Doo |                                                                                  |
| 1985      | The 13 Ghosts of Scooby-Doo                                | Scooby-Doo / Scrappy-Doo / Additional voices |                                                                                  |
| 1985      | Galtar and the Golden Lance                                | Pandat |                                                                                  |
| 1985      | G.I. Joe: A Real American Hero                             | Professor | «Lasers in the Light»                                                            |
| 1985      | The Pound Puppies                                          | Louie / Itchy | TV movie                                                                         |
| 1985–1986 | Paw Paws                                                   | PaPooch |                                                                                  |
| 1985–1987 | The Berenstain Bears Show                                  | Snuff the Dog | Animated adaptation of the Berenstain Bears children's books.                    |
| 1985–1987 | The Jetsons                                                | Astro / R.U.D.I. / U.N.I.B.L.A.B. / Additional voices | 1980s revival of the original show                                               |
| 1985–1988 | Yogi's Treasure Hunt                                       | Boo-Boo Bear / Ranger Smith / Ricochet Rabbit / Touche Turtle / Ruff |                                                                                  |
| 1986      | Foofur                                                     | Pepe |                                                                                  |
| 1986      | Smurfquest                                                 | Papa Smurf / Azrael | TV movie                                                                         |
| 1986      | Here are the Smurfs                                        | Papa Smurf | TV movie                                                                         |
| 1986–1987 | The New Adventures of Jonny Quest                          | Dr. Benton Quest / Bandit |                                                                                  |
| 1986–1987 | Pound Puppies                                              | Red Alert Pup |                                                                                  |
| 1987      | Popeye and Son                                             | Eugene the Jeep |                                                                                  |
| 1987      | The Jetsons Meet the Flintstones                           | R.U.D.I. | TV movie                                                                         |
| 1987      | Yogi Bear and the Magical Flight of the Spruce Goose       | Boo-Boo / Mumbly | TV Movie                                                                         |
| 1987      | Scooby-Doo Meets the Boo Brothers                          | Scooby-Doo / Scrappy-Doo | TV Movie                                                                         |
| 1987      | Yogi's Great Escape                                        | Boo-Boo / Ranger Smith | TV Movie                                                                         |
| 1987      | Качині історії                                             | Батько Скруджа | «Перша зароблена монета / Once Upon a Dime»                                      |
| 1987      | Tis The Season to Be Smurfy                                | Papa Smurf / Chitter | TV special                                                                       |
| 1987      | The Real Ghostbusters                                      | Walt Fleischman | «Who're You Calling Two-Dimensional?»                                            |
| 1988      | Rockin' with Judy Jetson                                   | Astro | TV movie                                                                         |
| 1988      | Yogi and the Invasion of the Space Bears                   | Boo-Boo Bear / Ranger Smith | TV movie                                                                         |
| 1988      | Scooby-Doo and the Ghoul School                            | Scooby-Doo / Scrappy-Doo | TV movie                                                                         |
| 1988      | The Good, the Bad, and Huckleberry Hound                   | Boo-Boo Bear / The Narrator | TV movie                                                                         |
| 1988      | Scooby-Doo and the Reluctant Werewolf                      | Scooby-Doo / Scrappy-Doo | TV movie                                                                         |
| 1988      | Fantastic Max                                              | King Klutzes | «Stitches in Time»                                                               |
| 1988      | The New Yogi Bear Show                                     | Boo-Boo Bear / Ranger Smith |                                                                                  |
| 1988–1991 | A Pup Named Scooby-Doo                                     | Scooby-Doo / Scooby Doo's Dad / Jenkins / News Anchor / Additional voices |                                                                                  |
| 1989      | Hanna-Barbera's 50th: A Yabba Dabba Doo Celebration        | Scooby-Doo / Droopy / Astro / Boo-Boo Bear / Ranger Smith / Additional voices | TV special                                                                       |
| 1989      | Animal Follies                                             | Ruff |                                                                                  |
| 1989      | The 16th Annual Daytime Emmy Awards                        | Papa Smurf | TV special                                                                       |
| 1990      | Cartoon All-Stars to the Rescue                            | Papa Smurf | TV short                                                                         |
| 1990–1991 | The Adventures of Don Coyote and Sancho Panda              | Sancho Panda |                                                                                  |
| 1990–1992 | Wake, Rattle, and Roll                                     | Boo-Boo Bear / Pixie / Muttley / Lucky the Cat |                                                                                  |
| 1990–1993 | Tom and Jerry Kids                                         | Droopy / Bat Mouse / Additional voices |                                                                                  |
| 1990–1995 | Tiny Toon Adventures                                       | Hamton J. Pig / Dog / Additional voices |                                                                                  |
| 1991      | Yo Yogi!                                                   | Boo-Boo Bear / Muttley / Atom Ant |                                                                                  |
| 1991      | The Last Halloween                                         | Romtu | TV special                                                                       |
| 1992      | The Plucky Duck Show                                       | Hamton J. Pig |                                                                                  |
| 1993      | Bonkers                                                    | The Mayor | «The Good, The Bad, and the Kanifky»                                             |
| 1993–1994 | Droopy, Master Detective                                   | Droopy / Additional voices |                                                                                  |
| 1993–1994 | Garfield and Friends                                       | Additional voices |                                                                                  |
| 1993      | I Yabba-Dabba Do!                                          | Policeman | TV movie                                                                         |
| 1993      | Hollyrock-a-Bye Baby                                       | Baby Bamm-Bamm Rubble / Lot Security Guard / Tour Bus Driver | TV movie                                                                         |
| 1993      | Jonny's Golden Quest                                       | Dr. Benton C. Quest / Bandit | TV movie                                                                         |
| 1994      | Scooby-Doo in Arabian Nights                               | Scooby-Doo / Boo-Boo Bear | TV movie                                                                         |
| 1994      | Tiny Toons Spring Break                                    | Hamton J. Pig | TV special                                                                       |
| 1994      | A Flintstones Christmas Carol                              | Bamm-Bamm Rubble / Joe Rockhead | TV movie                                                                         |
| 1994      | Yogi the Easter Bear                                       | Boo-Boo Bear / Ranger Smith | TV special                                                                       |
| 1994      | The Flintstones: Wacky Inventions                          | Bamm-Bamm Rubble | Short                                                                            |
| 1995      | Tiny Toons' Night Ghoulery                                 | Hamton J. Pig / TV Executive | TV special                                                                       |
| 1995      | 2 Stupid Dogs                                              | Corporal | «Cartoon Canines»                                                                |
| 1995      | Jonny Quest vs. The Cyber Insects                          | Dr. Benton C. Quest / Bandit | TV movie                                                                         |
| 1995      | Freakazoid!                                                | Dr. Vernon Danger | «Toby Danger in Doomsday Bet»                                                    |
| 1996      | Burger King Commercial                                     | Scooby-Doo | Commercial                                                                       |
| 1996      | The Real Adventures of Jonny Quest                         | Dr. Benton C. Quest | Episodes: «The Dark Mountain», «The Mummies of Malenque», «Ndovu's Last Journey» |